# Ronald Baroni
Ronald Pablo Baroni Ambrosi (Lima, 8 de abril de 1966) es un exfutbolista peruano de ascendencia argentina. Se desempeñaba en la posición de delantero. 

## Trayectoria
Ronald Baroni nació en Lima, Perú, en 1966; es hijo de padres argentinos. Cuando tenía veinticinco años y jugaba en el O'Higgins de Chile, alguien le contó al entonces presidente de Universitario de Deportes, Jorge Nicolini, que Baroni era peruano y, sobre todo, bueno. Gracias a una rápida negociación, permitió que llegara a Universitario en 1992, pasó la prueba y consiguió espacio en el equipo bicampeón de 1992 y 1993, siendo fundamental en ambos torneos. Ya que en el primero fue el goleador del equipo con once tantos, y en la temporada siguiente marcó goles claves en las victorias ante el Club Sporting Cristal y el Club Alianza Lima.
Logró convertirse en uno de sus ídolos durante la década de los noventa junto con Jorge Amado Nunes y Juan Carlos Zubczuk. Más adelante pasó al Deportivo Municipal y luego de una breve temporada en Portugal, donde jugó en el Oporto y en el Felgueiras, teniendo como entrenador a Bobby Robson, regresó al Perú para jugar por el Melgar, de la ciudad de Arequipa. Actualmente se desempeña como representante FIFA de jugadores en Argentina.

## Selección nacional
Fue internacional con la selección de fútbol del Perú en diecinueve ocasiones y marcó cuatro goles. Debutó el 23 de enero de 1993, en un encuentro amistoso ante la selección de Venezuela, que finalizó con marcador de 0-0. Su mejor presentación en la selección fue junto con Flavio Maestri, donde cada uno marco tres goles frente a Chile, haciendo un marcador global para Perú de 6-0. En un encuentro previo a la Copa América 1995. Su último encuentro con la selección lo disputó el 13 de julio de 1995 en la derrota por 2-1 ante Ecuador.

### Participaciones en Copas América
| Copa              | Sede    | Resultado    |
| ----------------- | ------- | ------------ |
| Copa América 1995 | Uruguay | Primera fase |

## Clubes
| Club                      | País      | Año       | Partidos | Goles |
| ------------------------- | --------- | --------- | -------- | ----- |
| Universitario de Deportes | Perú      | 1986      | 1        | 0     |
| Quilmes AC                | Argentina | 1986-1989 | 50       | 5     |
| Deportes Concepción       | Chile     | 1989      | 24       | 1     |
| O'Higgins                 | Chile     | 1990-1991 | 51       | 7     |
| Universitario de Deportes | Perú      | 1992-1993 | 58       | 23    |
| Deportivo Municipal       | Perú      | 1994      | 9        | 2     |
| FC Oporto                 | Portugal  | 1994-1995 | 20       | 3     |
| FC Felgueiras             | Portugal  | 1995-1996 | 19       | 1     |
| MKE Ankaragücü            | Turquía   | 1996-1997 | 36       | 11    |
| Deportivo Municipal       | Perú      | 1998      | 24       | 5     |
| FBC Melgar                | Perú      | 1999      | 19       | 7     |
| Deportivo Cali            | Colombia  | 1999-2000 | 5        | 1     |

## Palmarés

### Campeonatos nacionales
| Título                    | Club                      | País     | Año  |
| ------------------------- | ------------------------- | -------- | ---- |
| Primera división del Perú | Universitario de Deportes | Perú     | 1992 |
| Primera división del Perú | Universitario de Deportes | Perú     | 1993 |
| Primeira Liga             | F. C. Oporto              | Portugal | 1994 |